# イタチアナグマ属
イタチアナグマ属（Melogale）はイタチ科の属。Helictidinae亜科の単型である。

## 種
川田ほか（2018）による。
- Melogale everetti　ボルネオイタチアナグマ
- Melogale moschata　シナイタチアナグマ
- Melogale orientalis　ジャワイタチアナグマ
- Melogale personata　インドイタチアナグマ